# Piotr Mashérov
Piotr Mirónovich Mashérov (en bielorruso: Пётр Міро́навіч Машэ́раў; en ruso: Пётр Миро́нович Маше́ров; 13 de febrerojul./ 26 de febrero de 1919greg. – 10 de abril de 1980) fue un profesor, partisano, político y estadista soviético. Fue uno de los líderes de la resistencia bielorrusa contra la ocupación nazi de Bielorrusia, durante la Segunda Guerra Mundial. Gobernó la República Socialista Soviética de Bielorrusia como primer secretario del Partido Comunista desde 1965 hasta su muerte en 1980. Bajo el gobierno de Mashérov, Bielorrusia pasó de una república agraria y subdesarrollada que aún no se había recuperado de los estragos causados por la ocupación de la Alemania nazi, a una potencia industrial; Minsk, la capital y ciudad más poblada de Bielorrusia, se convirtió en una de las ciudades de más rápido crecimiento del planeta. Gobernó hasta su repentina muerte en 1980, después de que su vehículo fuera arrollado por un camión de patatas.
Nacido en una familia de campesinos en lo que hoy es el óblast de Vítebsk durante las primeras etapas de la guerra civil rusa. Fue profesor de matemáticas y física en su juventud. Tras el arresto y la muerte de su padre durante la Gran Purga, Se unió al Ejército Rojo tras el comienzo de la operación Barbarroja y ascendió al rango de mayor general. Con el final de la Segunda Guerra Mundial, se dedicó a la política, convirtiéndose en primer secretario del Comité Regional de Brest en 1955 y primer secretario del Partido Comunista de la RSS de Bielorrusia diez años después.
Mashérov era conocido por ser una persona con los pies en la tierra y por su humildad, lo que lo diferenciaba del resto de los escalones superiores del gobierno soviético durante el estancamiento de Brézhnev, un período de tiempo en el que la corrupción y la resistencia a la reforma corrieron desenfrenadamente. Estaba estrechamente afiliado a los reformistas de la Unión Soviética, como Alekséi Kosygin, y, antes de su muerte, se lo consideraba un posible sucesor de Yuri Andrópov en el caso de que sucediera a Leonid Brézhnev como secretario general del Partido Comunista de la Unión Soviética. Mashérov sigue siendo muy popular en Bielorrusia hasta el día de hoy, debido al rápido crecimiento de la economía bajo su gobierno.

## Biografía

### Infancia y juventud

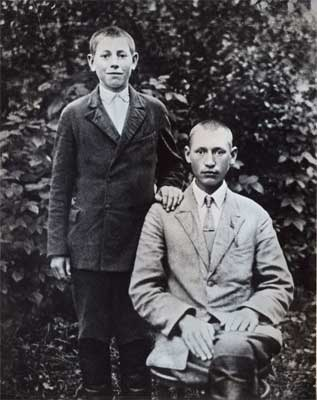
Mashérov (a la izquierda) con su hermano Pável en la década de 1930.

Piotr Mashérov nació el 26 de febrero de 1918 en el pueblo de Sirki situado en el Uyezd de Sennensky de la Gobernación de Maguilov, en lo que entonces era la República Socialista Federativa Soviética de Rusia. Según la leyenda familiar, su bisabuelo era un soldado del ejército de Napoleón que se instaló en la actual Bielorrusia, en lugar de regresar a su casa. El padre de Piotr era Miron Vasilievich Mashérov, y su madre era Daria Petrovna Lyakhovskaya. Piotr tuvo siete hermanos, de los cuales solo cuatro sobrevivieron hasta la edad adulta.

### Educación

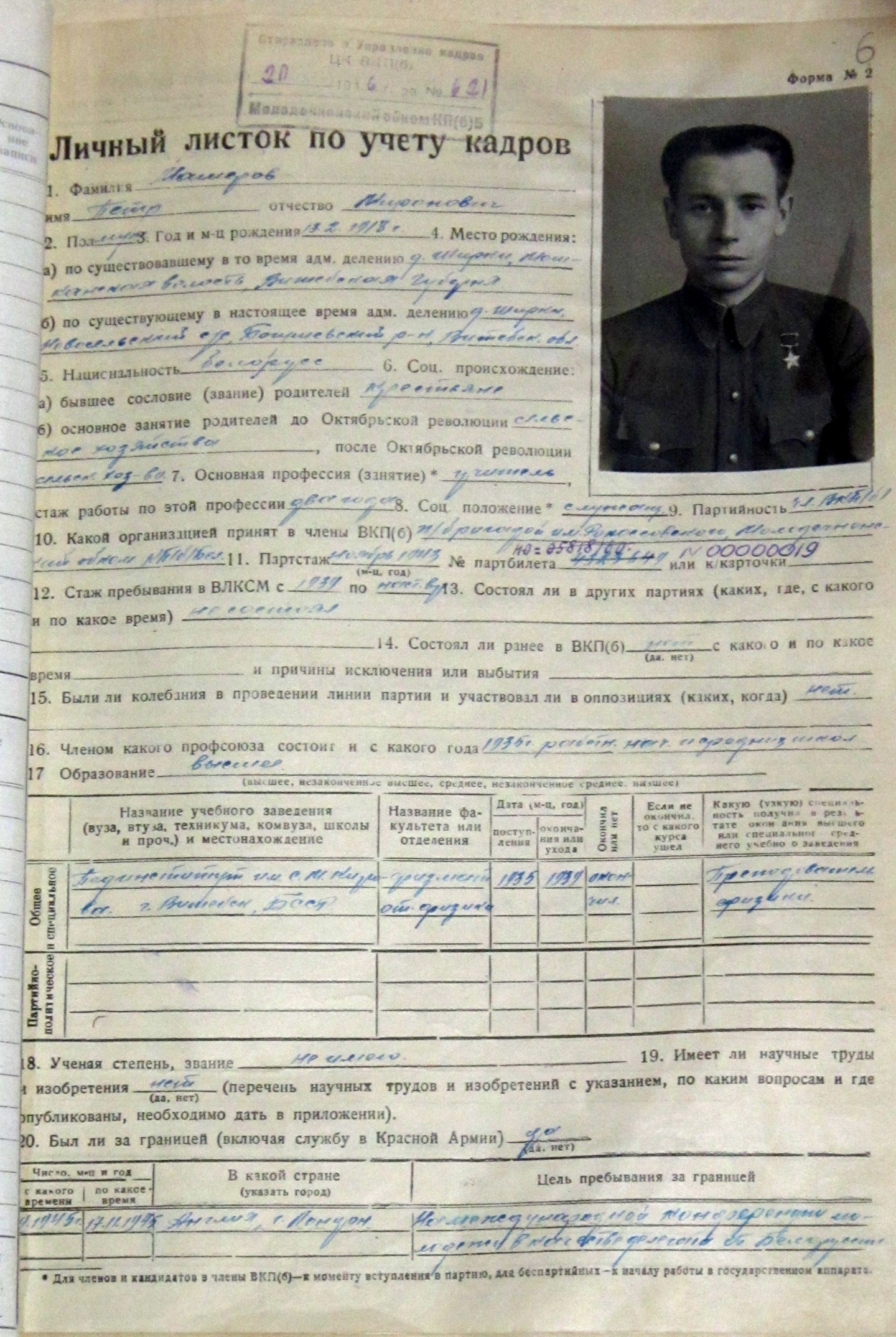
Hoja con las calificaciónes académicas de Mashérov, c. 1946, en exhibición en los Archivos Nacionales de Bielorrusia.

La educación de Mashérov fue problemática; aunque se graduó de la escuela primaria, al principio solo recibió una educación secundaria parcial. Tuvo que caminar dieciocho kilómetros hacia y desde la escuela, con esquís caseros durante el invierno. Durante los fines de semana, Mashérov, así como su padre, Miron, y su hermano, Pável, trabajaban a tiempo parcial cargando troncos en vagones de ferrocarril.
Según las memorias de su hermana, Olga, a principios de la década de 1930, la familia vivía al día, tanto debido a las duras condiciones climáticas como a la incompetencia del koljós recién formado. La familia Mashérov recibió ayuda de su hermana, Matryona, que vivía en Vítebsk y les enviaba periódicamente pan y azúcar.
En 1933, Mashérov se mudó a Dvorishche, en el Raión de Rasony, donde su hermano mayor, Pável, era profesor de historia y geografía. Al regresar a la escuela, completó la educación secundaria en 1934 y fue a la Universidad Estatal de Vitebsk, donde estudió para ser profesor de física y matemáticas. Fue muy activo en el deporte durante sus estudios, y practicó tanto esquí como patinaje. Mashérov se graduó en 1939 y se convirtió en profesor ese mismo año.
En 1937, la tragedia golpeó a la familia cuando, durante la Gran Purga, Miron fue arrestado bajo cargos de «agitación antisoviética» y sentenciado a diez años de trabajos correctivos. Poco tiempo después, murió. Más tarde sería rehabilitado por falta de pruebas, pero Piotr y su hermano Pável se vieron obligados a convertirse en el principal sostén económico de la familia.
Desde 1939 hasta 1941, trabajó como profesor de física y matemáticas en la escuela secundaria de Rasony. Durante este periodo demostró ser popular entre los estudiantes y era respetado en la zona. También supervisó el trabajo del círculo de teatro de la escuela, e incluso protagonizó algunas obras, como El bosque del dramaturgo ruso Alexander Ostrovski.

## Segunda Guerra Mundial

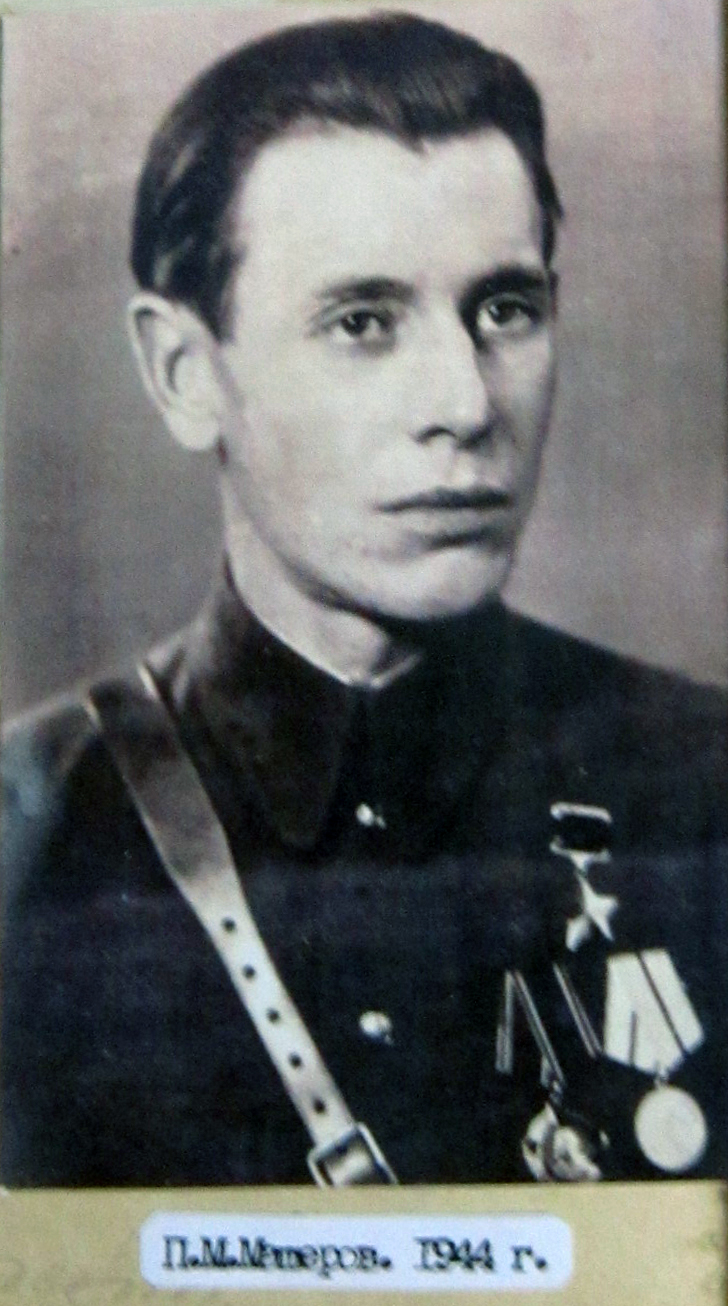
Piotr Mashérov con uniforme militar en 1944

En 1941, al inicio de la invasión alemana de la Unión Soviética, Mashérov se alistó voluntario en el Ejército Rojo. Poco después, en agosto de 1941, fue capturado durante los combates cerca de Nével. Lo llevaron a bordo de un tren de prisioneros, junto con su madre, pero escapó del cautiverio después de saltar del tren mientras pasaba por el Raión de Rasony, lo que le provocó algunos hematomas y rasguños. Después, caminó hasta Rasony, donde dejó a su madre.
Después de su fuga, Mashérov comenzó a organizar el Komsomol clandestino en Rasony, una parte temprana de lo que luego se convertiría en la resistencia bielorrusa durante la Segunda Guerra Mundial. Desde diciembre de 1941 hasta marzo de 1942, continuó su trabajo sobre los koljoses, así como sus actividades de enseñanza, mientras que, al mismo tiempo, organizaba a los partisanos en Rasony. En este período de tiempo, los partisanos reclutaron partidarios y reunieron equipo militar. Uno de sus escondites estaba en la oficina del dentista en Rasony: Polina Galanova, quien más tarde se convertiría en su esposa. Usando el nom de guerre de Dubnyak, Mashérov fue uno de los líderes del movimiento partisano bielorruso. A partir de abril de 1942, fue comandante del destacamento partisano conocido como N. A. Shchors. Al principio fue elegido como líder por los propios partisanos, nombramiento que posteriormente fue ratificado por el Cuartel General Central del Movimiento Partisano. Como comandante, nombró a uno de sus exalumnos jefe de gabinete del destacamento. En la primera batalla que involucró al destacamento, Mashérov resultó herido y se retiró a Rasony para recuperarse, en el apartamento de uno de sus exalumnos, a pesar de las objeciones de sus compañeros soldados.
Sería herido en otro momento y en el verano de 1943, se convirtió en miembro del Partido Comunista de la Unión Soviética, mientras estaba en el frente. Casi al mismo tiempo, fue ascendido a comisario de la Brigada Partisana Konstantín Rokossovski, brigada que dirigió cuando se trasladó a Vileyka. En septiembre de 1943, fue ascendido una vez más, esta vez al cargo de Primer Secretario del Comité Regional Clandestino de Vileyka del Komsomol. En 1944, recibió el título de Héroe de la Unión Soviética por sus servicios como «primer organizador del movimiento partisano en el raión de Rasony del óblast de Vitebsk, que luego se convirtió en un levantamiento popular y creó una enorme tierra partisana de diez mil kilómetros cuadrados».

## Posguerra
Tras el final de la guerra, se volvió hacia la política dentro del Komsomol; a partir de julio de 1944 se desempeñó como primer secretario de las regiones de Molodechno y Minsk, y en octubre de 1947, fue nombrado primer secretario del Komsomol de la República Socialista Soviética de Bielorrusia. Según las memorias de Vladímir Velichko, quien trabajó como su asistente personal en la década de 1970, participó tanto en la reconstrucción de Molodechno como en las campañas contra los llamados soldados malditos del Armia Krajowa polaco.
No pasó mucho tiempo antes de que pasara del Komsomol al PCB. El cambio fue supuestamente por sugerencia del entonces primer secretario del PCB Nikolái Patolichev, quien quedó impresionado por las actividades de Mashérov como jefe del Komsomol en Bielorrusia. El 1 de agosto de 1955, fue elegido primer secretario del  Comité Regional de Brest del PCB.
En Brest, las actividades de Mashérov fueron similares a lo que haría más tarde como primer secretario del PCB; invirtió dinero en el avance de la ingeniería mecánica, y se crearon un museo y un complejo conmemorativo para conmemorar la defensa de la Fortaleza de Brest. El desarrollo en Brest se aceleró rápidamente y se prestó gran atención a la cultura tradicional bielorrusa, y se invirtieron fondos en la compra de literatura e instrumentos musicales bielorrusos. En Brest, vivía en lo que antes había sido la casa de un diputado del Sejm polaco, y por lo general caminaba a su oficina sin seguridad. El cosmonauta bielorruso Piotr Klimuk recordó posteriormente que Mashérov era muy respetado en la región de Brest mientras trabajaba como primer secretario del Comité Regional.

## Primer secretario del Partido Comunista de la República Socialista Soviética de Bielorrusia (1965–1980)

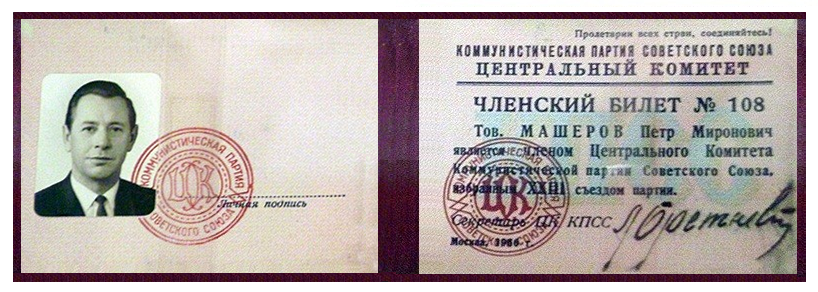
Documento del Comité Central del Partido Comunista de la Unión Soviética (PCUS), publicado en 1966

Había sido Segundo Secretario del Partido Comunista de Bielorrusia (PCB) bajo Kiril Mázurov desde 1962. Por lo que, cuando Mazurov se retiró de su puesto como Primer Secretario para convertirse en Primer Viceprimer Ministro de la Unión Soviética en 1965. Era lógico que Mashérov le sucediera. Sin embargo, el gobierno soviético originalmente trató de presentar a Tijon Kiseliov como su candidato. Sin embargo, este esfuerzo fracasó cuando los aliados de Mashérov dentro del PCB, la mayoría de los cuales eran ex partisanos, lo respaldaron y fue nombrado Primer Secretario el 30 de marzo de 1965.

### Industrialización de Bielorrusia
La política principal de Mashérov como primer secretario del PCB fue la expansión y diversificación de la industria bielorrusa. Al asumir el cargo el mismo año que la reforma económica soviética de 1965 (conocida popularmente como la reforma de Kosygin), Mashérov se estableció como uno de sus partidarios y la promulgó en Bielorrusia. Único entre las Repúblicas Socialistas Soviéticas, hubo discusiones abiertas con frecuencia sobre la situación económica en Bielorrusia, incluyendo abiertamente cuestiones con la economía.
Mientras estaba en el poder, surgieron numerosas empresas, incluida Grodno Azot, así como plantas químicas en Novopolotsk y Gómel. Uno de los sellos más conocidos de la época de Mashérov como Primer Secretario fue la construcción del Metro de Minsk; Gosplán originalmente tenía la intención de construir un metro en Novosibirsk (planes que finalmente llegarían a buen término). Sin embargo, Mashérov le escribió a Brézhnev (o, alternativamente, a Alekséi Kosiguin), y finalmente consiguió que apoyaran la construcción del metro de Minsk, trabajando con Kiselyov, su antiguo rival.
Mashérov hizo mucho como Primer Secretario para modernizar Minsk, la capital de la república. Persiguió una rápida modernización de la ciudad, destruyendo en el proceso gran parte de la ciudad original que había sobrevivido a la Segunda Guerra Mundial; Más tarde diría que lamentaba haber hecho esto y deseaba que hubiera sido posible crear algo similar a la Ciudad Vieja de Varsovia en la Calle Niamiha. construyó el Palacio de los Deportes de Minsk, y el estadio del Dinamo de Minsk, fue completamente reconstruido para los Juegos Olímpicos de verano de 1980. También se construyó el sistema de agua de Vileyka-Minsk, que actualmente aún proporciona agua corriente a la mayor parte de Minsk.

### Reformas en la agricultura
Bajo el gobierno de Mashérov, las industrias agrícolas bielorrusas, que por lo general habían estado a la vanguardia de la economía, se expandieron más allá de su origen. Mashérov tomó el poder con el ambicioso objetivo de expandir la cosecha de granos bielorrusa de los 2,3 millones de toneladas que había estado produciendo a 9-10 millones de toneladas, afirmando que Bielorrusia necesitaría alimentarse a sí misma, así como a otras repúblicas dentro de la Unión Soviética. Sus esfuerzos resultaron, en su mayor parte, exitosos; en 1977, la cosecha de cereales había aumentado a 7,3 millones de toneladas.
En 1974 llamó la atención cuando nombró al biólogo Viktor Sheveluja como secretario de agricultura en el Comité Central del PCB. Aunque Shevelukha era conocido en ese momento como un socialista devoto y era miembro del PCUS, no era un político, como muchos nombramientos lo eran en ese momento, sino un profesional en el campo agrícola. Muchos de los otros nombramientos de Mashérov con respecto a estos asuntos también fueron profesionales, en lugar de políticos. Esto sucedió en gran parte debido al apoyo entusiasta de Fiodor Kulakov, quien era secretario del Departamento de Agricultura del Comité Central; Se requería el acuerdo del Comité Central para los nombramientos que aún no eran funcionarios del partido.

### Política educativa

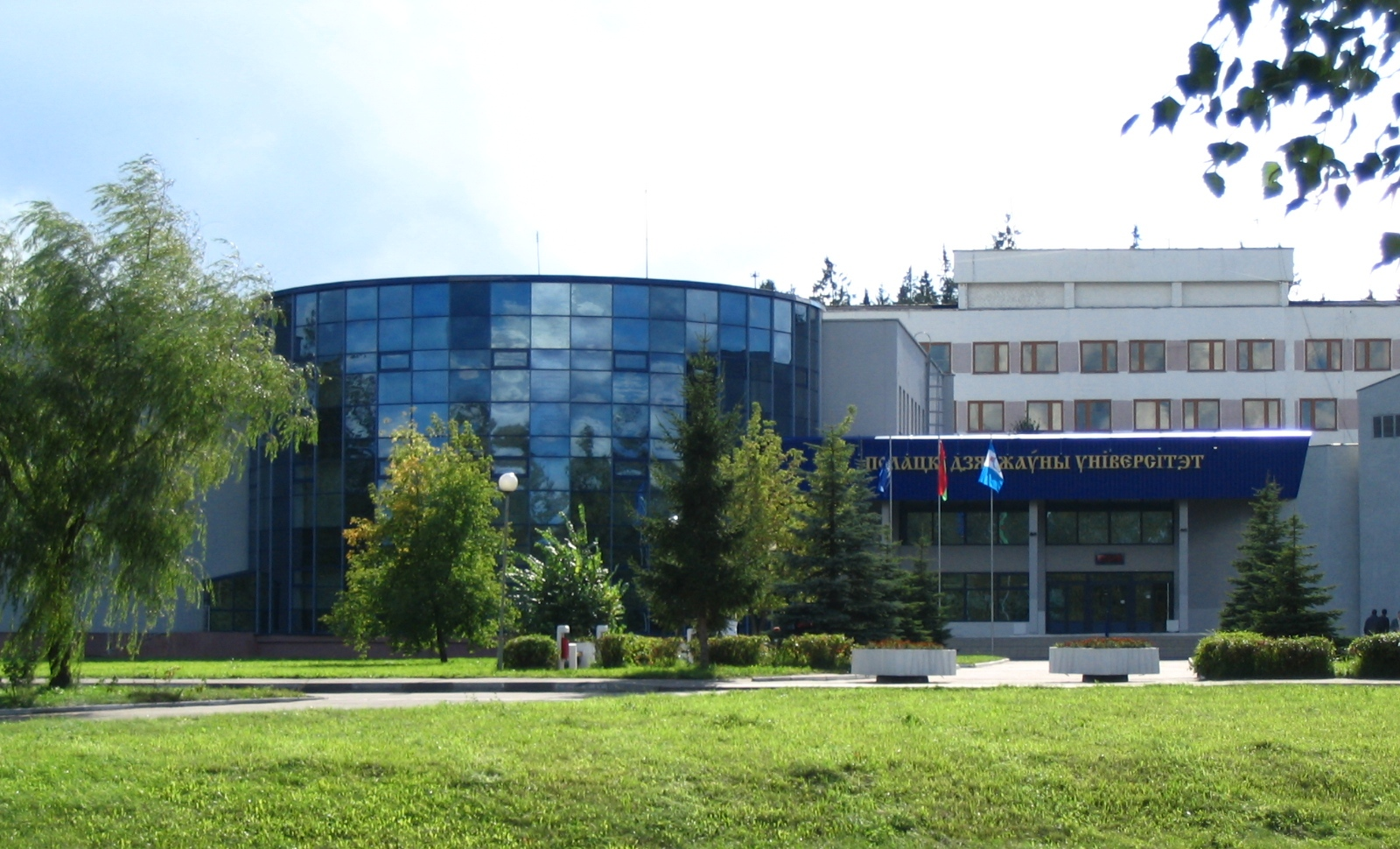
La Universidad estatal de Polotsk, una de las universidades construidas bajo el liderazgo de Masherov, fotografiada en 2004

Debido a su previa experiencia como profesor, estaba inmensamente interesado en la educación de los bielorrusos, especialmente en ciencias. Mashérov trabajó con científicos de toda la URSS, incluido Nikolái Borisevich, presidente de la Academia de Científicos de la República Socialista Soviética de Bielorrusia, así como con Mstislav Kéldysh, Anatoli Aleksándrov, Borýs Patón, Aleksandr Prójorov, Nikolái Básov y Nikita Moiseiev, entre otros. Mashérov trabajó incansablemente para conseguir equipos actualizados para los institutos, incluida la compra de la primera máquina de ecocardiografía en la RSS de Bielorrusia, para el Instituto de Investigación Cardiográfico.
Mashérov también promovió la expansión de las instituciones educativas; la Universidad Técnica Estatal de Brest, la Universidad Técnica Estatal Pavel Sukhoi de Gómel, la Universidad Estatal Bielorrusa de Cultura y Artes y Universidad Estatal de Polotsk fueron construidas durante su gobierno. Con respecto a la educación vocacional, introdujo medidas integrales para mejorar la calidad de la educación y disminuir la delincuencia juvenil, y se inspiró en Antón Makárenko para expandir la educación en centros de detención juvenil. También apoyó el aumento de la enseñanza de idiomas extranjeros, así como la educación sobre la cultura bielorrusa.
Mashérov mantuvo buenas relaciones con el Komsomol como Primer Secretario; Fue por iniciativa suya que se abrió la escuela Komsomol de la RSS de Bielorrusia, como una de las primeras en la Unión Soviética. Sin embargo, por otro lado, también criticó enérgicamente la práctica generalizada de muchos bielorrusos (hasta 100.000 al año) que abandonan la RSS de Bielorrusia para trabajar en los proyectos de construcción del Komsomol; muchos de estos trabajadores no regresarían, lo que resultó en lo que Mashérov denominó una «crisis demográfica».

### Conmemoración de la guerra
Como primer secretario y exlíder partisano, Mashérov apoyó una política de memorialización de la Segunda Guerra Mundial y de los partisanos bielorrusos. Bajo su gobierno, se construyeron numerosos monumentos a los partisanos, como el Montículo de la Gloria, el monumento a la Masacre de Jatyn y el monumento Breakthrough. Según Zair Azgur, el propio Mashérov redactó el primer diseño del Montículo de la Gloria. Mashérov también fue responsable de hacer que las contribuciones bielorrusas al esfuerzo de guerra soviético fueran más conocidas en toda la Unión Soviética. Él presionó con éxito para que la Fortaleza de Brest y la ciudad de Minsk obtuvieran el título de Ciudad Heroica, a pesar de las reservas del liderazgo soviético.

### Consideraciones para su promoción
Mashérov fue mencionado como posible candidato para múltiples puestos. Antes de su muerte, fue candidato a miembro del Politburó; Algunos han dicho, como el Washington Post, que tenía la intención de convertirse en primer ministro de la Unión Soviética tras la muerte de su mentor, Kosygin. También, se ha sugerido, por el periódico Moskovski Komsomolets, que Mashérov estaba destinado a ser un posible sucesor de Brézhnev como secretario general del PCUS, respaldado por un «Grupo Komsomol» reformista que también incluía a Mijaíl Zimyanin. El presunto grupo se oponía a la llamada «Mafia de Dnipropetrovsk», la camarilla de Brézhnev dentro del PCUS. Sin embargo, otros discuten esto, incluida la hermana de Mashérov, Olga, diciendo que Brézhnev y Mashérov mantuvieron una relación amistosa, tanto política como personal.

## Conflictos con otros líderes soviéticos
Mashérov, siempre fue un pensador independiente, siempre se distinguió de muchos otros dentro del PCUS de ese momento. Si bien muchos de sus compatriotas optaron por seguir de cerca las órdenes del liderazgo de Leonid Brézhnev, Mashérov siguió su propio camino, desarrollando Bielorrusia y actuando con frecuencia sin buscar la guía de Moscú. La relación de Mashérov con Brezhnev ha sido objeto de relatos muy variados, y algunos, como su hermana Olga Mashérova, afirman que Brézhnev tenía la esperanza de que Mashérov lograra un cargo más alto. Otros, como Viktor Sheveluja, afirman que el vanidoso Brezhnev estaba celoso de Mashérov, a quien amaba genuinamente el pueblo bielorruso, algo que Brézhnev no pudo replicar a nivel nacional.
En particular, Mijaíl Súslov, segundo secretario del PCUS y principal ideólogo del partido, estaba en malos términos con Mashérov. Suslov supuestamente saboteó los intentos de Mashérov de ascender invitándolo al 24.º Congreso del Partido Comunista de la Unión Soviética en 1971 y solicitando que diera un discurso criticando al Eurocomunismo. Esto fue a pesar de la asistencia de políticos eurocomunistas, incluidos Georges Marchais y Dolores Ibárruri, el jefe del Partido Comunista Francés y la presidenta honorario del Partido Comunista Español, respectivamente.
Mashérov no tuvo más remedio que aceptar, ya que Suslov tenía un rango más alto que él y causó un grave «paso en falso». El incidente dañó aún más los lazos entre los partidos comunistas de Europa occidental y el PCUS, poco después de la invasión de Checoslovaquia por el Pacto de Varsovia. Como este discurso no había sido planeado antes del Congreso, y nadie lo sabía excepto Suslov y Mashérov, Mashérov fue duramente criticado por las altas esferas del PCUS por su inesperada declaración, que se consideró una afirmación indebida de autonomía por parte del Partido Comunista de Bielorrusia. El incidente asestó un duro golpe a cualquier posibilidad de que Mashérov se convirtiera en miembro del Comité Central del Partido Comunista.

## Muerte
La tarde del 4 de octubre de 1980, Mashérov salió del edificio del Comité Central del Partido Comunista y se dirigió a Zhodzina. Debido a los defectos que se habían encontrado en el ZIL en el que normalmente viajaba, en su lugar eligió viajar en un coche GAZ-13 que había sido el vehículo conducido anteriormente. Mashérov estaba sentado en el asiento del pasajero delantero y un oficial de seguridad estaba sentado en el asiento trasero. Cerca de Smalyavichy, el vehículo de Mashérov sufrió una colisión frontal con un camión de patatas. Todos en el vehículo murieron instantáneamente, mientras que el conductor del camión sufrió heridas graves y fue trasladado al hospital. El procurador general de la Unión Soviética y el KGB llevaron a cabo una investigación sobre el accidente y encontraron que era un accidente; el conductor del camión de patatas, Nikolai Pustovit, fue declarado culpable de una infracción de la seguridad vial que provocó la muerte de dos o más personas y fue condenado a 15 años de trabajos forzados. Sin embargo, en 1982, la sentencia de Pustovit fue reducida como parte de una amnistía general y en 1985 fue puesto en libertad.
El funeral de Mashérov se celebró el 8 de octubre de 1980 en Minsk. Asistieron decenas de miles de residentes de Minsk, pero Mijaíl Zimyanin y Petras Griškevičius fueron los únicos funcionarios soviéticos de alto rango presentes siguiendo una instrucción del gobierno que prohibía a los miembros del Partido Comunista de la Unión Soviética asistir.
Después de su muerte, surgieron varios teorías conspirativas sobre las verdaderas causas de su muerte. Según estas teorías, Mashérov fue asesinado por orden de los escalones más altos del poder soviético, por temor a que ascendiera en sus filas. El organizador de esta supuesta conspiración a menudo varía, pero Yuri Andrópov es el más acusado. Varios miembros del movimiento democrático bielorruso, incluido el ex primer ministro Viacheslav Kébich, cuyo ascenso político fue apoyado por Mashérov, y Natalia Mashérova, la hija de Mashérov, han manifestado su creencia de que este fue asesinado.

## Vida personal

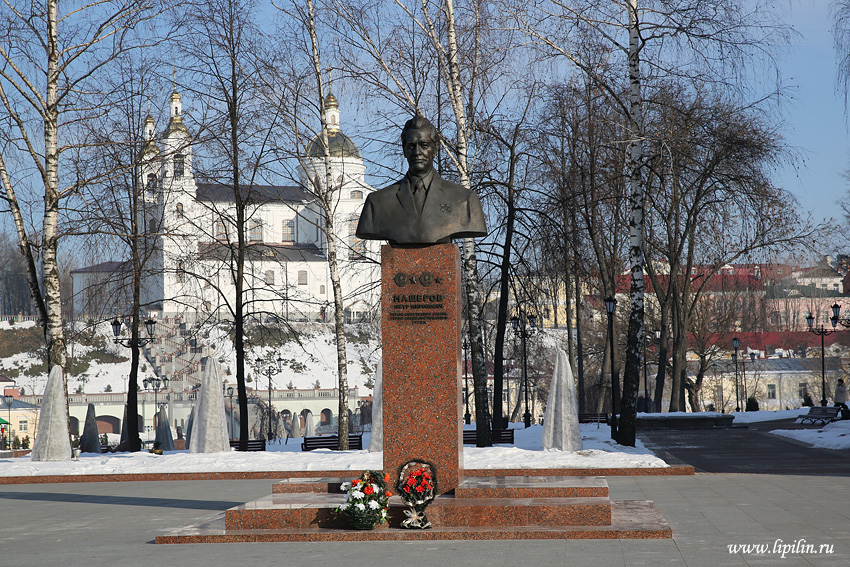
Busto de Mashérov en la plaza de Vitebsk

Mashérov era conocido por su comportamiento acogedor y su disposición a ayudar a los demás; los diplomáticos occidentales que lo conocieron lo describían como «cortés e inteligente». Disfrutaba asistiendo al ballet y al teatro, y a menudo visitaba representaciones, disfrutaba de la lectura, de la sauna y del fútbol; interrumpió sus vacaciones en el Mar Negro para ver los partidos de clasificación de fútbol para los Juegos Olímpicos de verano de 1980, que se celebraron en Minsk. Se sabía que Mashérov visitaba el bosque de Białowieża con frecuencia, y le gustaba volar ; voló 104 veces solo en 1978. Los vuelos con Mashérov comenzaban muy temprano por la mañana, típicamente alrededor de las 4:00h, y duraban todo el día, con muchas paradas.
A finales de la década de 1970, Mashérov requirió la extracción de un riñón. En un principio se pensó que la operación se llevara a cabo en Minsk, pero ante la insistencia de su esposa, se llevó a cabo en Moscú, ya que ella creía que sería más seguro allí. Según su médico personal, Nikolái Manak, Mashérov no bebía, pero fumaba con frecuencia y sufría de presión arterial alta debido al estrés.
Su hermano mayor, Pável, alcanzó el grado militar de mayor general durante la Segunda Guerra Mundial y fue parte de las fuerzas soviéticas durante la ocupación aliada de Austria. La hija mayor de Mashérov, Natalia, más tarde ingresó a la política en la Bielorrusia independiente, sirviendo como miembro de la Cámara de Representantes de Bielorrusia. Mashérova también se postuló en las elecciones presidenciales de Bielorrusia de 2001 y obtuvo una buena posición en las encuestas, pero se retiró después de una diatriba en su contra del presidente en ejercicio Alexandr Lukashenko, diciendo que no tenía la intención de que su campaña se volviera conflictiva.

## Legado

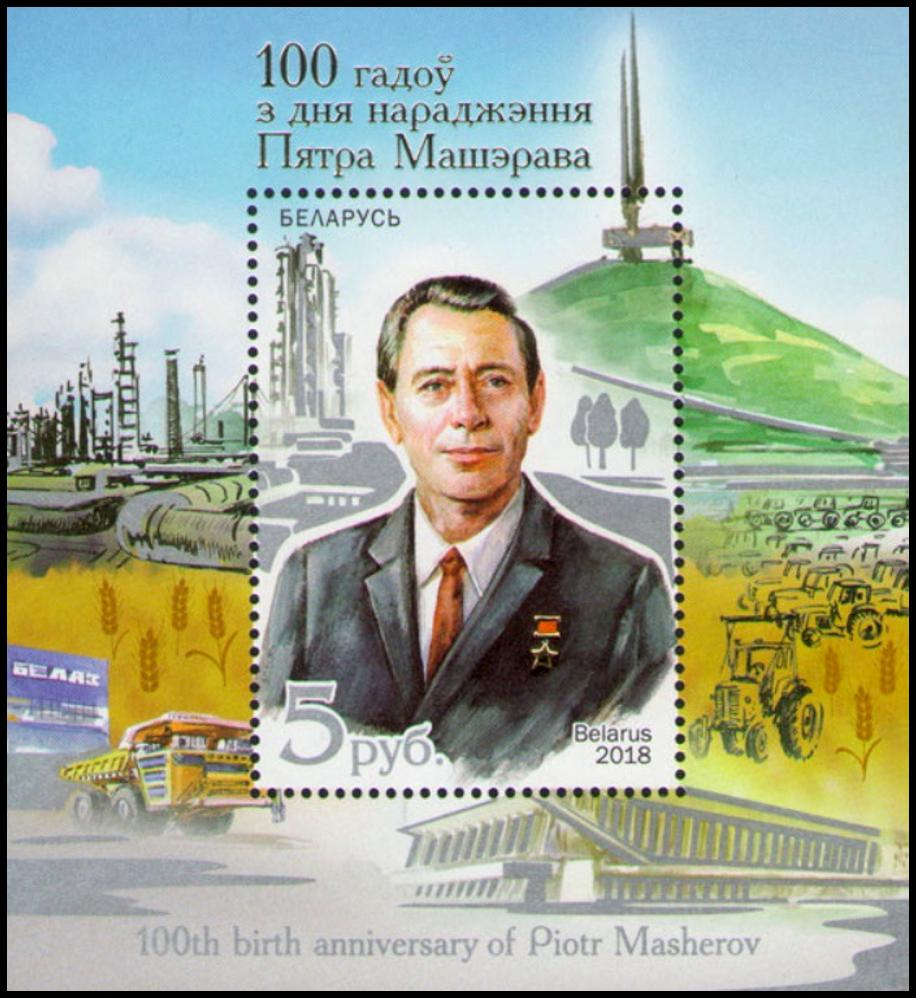
Sello de correos de Bielorrusia de 2018 en conmemoración del centenario de su nacimiento

El legado de Mashérov se ha dejado sentir profundamente en Bielorrusia, debido a las reformas económicas realizadas bajo su liderazgo, así como al reconocimiento del impacto de la Segunda Guerra Mundial en la sociedad bielorrusa. Fue responsable de la construcción del monumento a la masacre de Jatyn. así como el Montículo de la Gloria y el Metro de Minsk. Apoyó la producción de la película de Elem Klimov Ven y mira, lo que permitió que comenzara el rodaje.
Tras su muerte, la Avenida de Mashérov en Minsk recibió su nombre en su honor, pero se cambió en 2005 a su nombre actual, Avenida de la Victoria. En 2018, el Partido Bielorruso de Izquierda "Un Mundo Justo" propuso cambiar el nombre del Metro de Minsk en honor a Mashérov, explicando que fue debido a su persistencia que el metro se construyó.
En una encuesta realizada en junio de 2012, fue clasificado como el líder ideal de los bielorrusos, con el 23,2 % de los votos; poco después de él estaba el presidente Alexander Lukashenko, con el 20,6 %, y el presidente de Rusia Vladímir Putin, con el 19,2 %. En encuestas similares que se remontan más atrás, Mashérov también ha tenido una gran cantidad de apoyo; en 2008, ocupó el tercer lugar detrás de Lukashenko y Putin, con un 23,5 %. En 2004, fue superado solo por Putin, con un 32,7 %. En 1996, fue considerado abrumadoramente como el líder más popular para los bielorrusos, con el 45,2 % de las personas encuestadas considerándolo como un líder ideal.

## Condecoraciones
|  | Héroe de la Unión Soviética                                                                     |
|  | Héroe del Trabajo Socialista                                                                    |
|  | Orden de Lenin, siete veces                                                                     |
|  | Medalla Conmemorativa por el Centenario del Natalicio de Lenin                                  |
|  | Medalla por el Desarrollo de las Tierras Vírgenes                                               |
|  | Medalla al Partisano de la Guerra Patria de 1.er grado                                          |
|  | Medalla por la Victoria sobre Alemania en la Gran Guerra Patria 1941-1945                       |
|  | Medalla Conmemorativa del 20.º Aniversario de la Victoria en la Gran Guerra Patria de 1941-1945 |
|  | Medalla Conmemorativa del 30.º Aniversario de la Victoria en la Gran Guerra Patria de 1941-1945 |
|  | Medalla del 50.º Aniversario de las Fuerzas Armadas de la URSS                                  |
|  | Medalla del 60.º Aniversario de las Fuerzas Armadas de la URSS                                  |
|  | Medalla Conmemorativa del 50.º Aniversario de la Milítsiya                                      |
|  | Orden de Georgi Dimitrov (Bulgaria)                                                             |